# دامنه سطح‌بالا
دامنه سطح‌بالا (به انگلیسی: Top-level domain) که با نام مخفف TLD نیز شناخته می‌شود، بالاترین سطح دامنه اینترنتی است. بقیه دامنه‌های ثبت شده زیردامنه این دامنه‌ها به حساب می‌آیند به‌طور مثال دامنه www.Example.com زیردامنه ‎.com به‌شمار می‌رود. نهادی که این دامنه‌ها را ثبت و تنظیم می‌کند آیکان نام دارد که توسط آیانا هدایت می‌شود.
این دامنه‌ها سه دسته‌اند:
- دامنه کشورها
- سطح‌ها
- و چند ارگان‌ها

به علاوه گروه دیگری از دامنه‌ها نیز وجود دارند که متعلق به سیستم بوده و موقت هستند arpa.
دامنه سطح‌بالای ویژه کشورها باید کد ایزو ۳۱۶۶ دو حرفی آن‌ها باشد. و این دامنه‌ها مثلاً ‎.ir و ‎.uk اصطلاحا ccTLD خوانده می‌شود.
دامنه‌های سطح‌بالای عمومی که gTLD نیز نامیده می‌شود عبارتند از:
- ‎.gov (مخفف Government) برای وبسایت‌های دولتی
- ‎.edu (مخفف Education) برای وبسایت‌های آموزشی
- ‎.org (مخفف Organisation) برای وبسایت‌های سازمانی
- ‎.net (مخفف Network) برای وبسایت‌های اینترنتی
- ‎.com (مخفف Company) برای وبسایت‌های شرکتی
- ‎.mil (مخفف Military) برای وبسایت‌های نظامی
- onion. برای وبسایت‌های شبکه تور

## دامنه‌های رزرو شده
بنابر پرونده RFC 2606 چهار دامنه سطح‌بالا به شرح زیر برای جلوگیری از سردرگمی و بروز مشکلات به وسیلهٔ نیروی ضربت مهندسی اینترنت رزرو شده‌است. ممکن است این دامنه‌ها برای مقاصد خاصی مورد استفاده قرار گیرد، اما با این مفهوم که این دامنه‌ها نباید در شبکه‌های تولید سامانه نام دامنه جهانی قرار داشته باشد.
- ‎.example: برای استفاده در مثال‌ها رزرو شده‌است.
- ‎.invalid: برای استفاده در نام‌های دامنه‌ای که آشکارا نامعتبر است رزرو شده‌است.
- ‎.localhost: برای جلوگیری از بروز مشکلات ناشی از استفاده سنتی میزبان محلی (به انگلیسی: Localhost) به عنوان نام میزبان (به انگلیسی: Hostname) رزرو شده‌است.
- ‎.test: برای استفاده در آزمایش‌ها رزرو شده‌است.

## جستجوهای مشابه دیگر
بعد از ثبت دامنه چه باید کرد؟